# Hi wa mata noboru
Hi wa mata noboru (il sole sorgerà ancora) è un dorama stagionale estivo prodotto e mandato in onda da TV Asahi in 9 puntate nel 2011. Si tratta del seguito ideale del film Saigo no bansan uscito due mesi prima.

## Trama
Il detective Tono, della 1ª divisione investigativa della polizia metropolitana di Tokyo si è appena dimesso dopo la conclusione del caso di pluriomicidi che l'ha visto coinvolto: però, invece d'essere destituito riceve una lettera dal capo dell'accademia di polizia che lo incarica di divenir istruttore di una classe di nuovi allievi.
Egli, che ha spesso e volentieri utilizzato metodi non molto ortodossi per catturar i criminali, non vien inizialmente veduto di buon occhio dalla vice direttrice. Lui stesso a dir il vero si valuta non esser il più adatto ad insegnar la professione di poliziotto a quei 30 ragazzi appena arruolati, giovani attratti dalla divisa per i motivi più svariati.
In particolare dovrà confrontarsi con Eiji, un cadetto bravo negli sport e molto popolare sia tra i compagni di corso che tra le ragazze in genere; la sua è stata fino ad allora un'esistenza del tutto tranquilla e priva di difficoltà, ed aspira semplicemente ad uno stipendio fisso e sicuro. Tra tutte le reclute, ha però un particolare talento e notevoli capacità.

## Cast
- Kazuyuki Tono, interpretato da Kōichi Satō - 48 anni.
- Eiji Miyata, interpretato da Haruma Miura - 22 anni.
- Shuta Yuhara, interpretato da Sōsuke Ikematsu - 22 anni. Un tipo scontroso e sicuro di sé che non socializza col gruppo, sarà dal primo momento una sorta di rivale per Eiji.
- Daichi Shiraisi, interpretato da Kazuki Namioka - 32 anni. Vice di Kazuyuki.
- Hirotoshi Matsuoka, interpretato da Tsumotu Takahashi  - 29 anni.
- Naomitsu Sekine, interpretato da Keisuke Minami - 22 anni.
- Yaumasa Seo, interpretato da Satoshi Tomiura - 22 anni. Un ragazzo gracile e debole che non sembra adatto a diventar un poliziotto.
- Tetsuya Ueno, interpretato da Tomohiko Kitamura - 23 anni. Un ragazzo sovrappeso che ha il terrore per le armi.
- Kotomi Tachibana, interpretata da You - 38 anni. Infermiera/commissario medico dell'accademia.
- Sawako Minoshima, interpretata da Miki Maya - 45 anni. Vice direttrice
- Isao Hashizume - Seijiro Horiuchi. Direttore della scuola di polizia.
- Natsumi Tono, interpretata da Yuki Saitō - 38 anni. Moglie di Kazuyuki e amante di Yuya.
- Yuya Anzai, interpretato da Arata Iura - 36 anni. Arrestato da Tono, è riuscito ad evadere ed è fuggito assieme all'amica d'infanzia, che è anche la moglie di Tono.
- Takao Sugizaki, interpretato da Seiji Rokkaku - 48 anni. Comandante della polizia metropolitana ed ex capo di Kazuyuki.
- Satomi Tanaka, interpretata da Mako Ishino - 47 anni.Vedova di un poliuziotto ucciso da Yuya; ha una caffetteria poco lontano dall'accademia e una figlia piccola.
- Daichi Saeki - Sho Araya
- Hiroki Aiba - Akira Nakasendo
- Mizuki Fujioka, interpretato da Shingo Nakagawa - 22 anni.
- Yutaka Uchiyama, interpretato da Tatsuya Isaka - 22 anni.

### Star ospiti
- Hiroki Narimiya - Takahiro Yagisawa (ep.1)
- Momoka Oono - Mizuho Tanaka
- Kazunari Aizawa - ep.3
- Honami Tsukada - ep.9

## Episodi
| Nº | Giapponese 「Kanji」 - Rōmaji                                          | In onda           | In onda |
| Nº | Giapponese 「Kanji」 - Rōmaji                                          | Giapponese        |         |
| 1  | 「鬼教官、誕生!」 - Oni kyōkan, tanjō!                                 | 21 luglio 2011    |         |
| 2  | 「くたばれ鬼教官!」 - Kutabare oni kyōkan!                             | 28 luglio 2011    |         |
| 3  | 「初めての拳銃」 - Hajimete no kenjū                                   | 4 agosto 2011     |         |
| 4  | 「女子寮の指紋」 - Joshiryō no shimon                                  | 11 agosto 2011    |         |
| 5  | 「絶体絶命…妻の涙」 - Zettaizetsumei... tsuma no namida                | 18 agosto 2011    |         |
| 6  | 「おとり捜査」 - Otori sōsa                                            | 25 agosto 2011    |         |
| 7  | 「愛と憎しみの銃声」 - Ai to nikushimi no jūsei                        | 1º settembre 2011 |         |
| 8  | 「殺意の教室…30人の人質」 - Satsui no kyōshitsu... 30 nin no hitojichi | 8 settembre 2011  |         |
| 9  | 「卒業〜さらば愛しき教官」 - Sotsugyō ~ saraba itoshi ki kyōkan        | 15 settembre 2011 |         |